# Häbbersflyarna (Hotagens socken, Jämtland, 710217-143764)
Häbbersflyarna är en sjö i Krokoms kommun i Jämtland och ingår i Indalsälvens huvudavrinningsområde. Sjön har en area på 0,214 kvadratkilometer och ligger 577 meter över havet. Häbbersflyarna ligger i Gråberget-Hotagsfjällen Natura 2000-område. Sjön avvattnas av vattendraget Foskvattsån.

## Delavrinningsområde
Häbbersflyarna ingår i det delavrinningsområde (710245-143811) som SMHI kallar för Utloppet av Häbbersflyarna. Medelhöjden är 616 meter över havet och ytan är 2,34 kvadratkilometer. Räknas de 7 avrinningsområdena uppströms in blir den ackumulerade arean 46,04 kvadratkilometer. Foskvattsån som avvattnar avrinningsområdet har biflödesordning 3, vilket innebär att vattnet flödar genom totalt 3 vattendrag innan det når havet efter 293 kilometer. Avrinningsområdet består mestadels av skog (77 procent) och sankmarker (14 procent). Avrinningsområdet har 0,21 kvadratkilometer vattenytor vilket ger det en sjöprocent på 9,1 procent.